# Андре Матос
Андре Коельйо Матос (нар. 14 вересня 1971, Сан-Паулу, Бразилія — пом. 8 червня 2019)— в минулому вокаліст, піаніст і композитор хеві-метал і павер-метал гуртів Viper, Angra і Shaaman. Після жовтня 2006 Андре Матос присвятив себе творчості у власному гурті.

## Біографія

### Viper, Angra і Shaaman
Андре Матос виріс в своєму рідному місті Сан-Паулу в Бразилії. Музичну освіту почав отримувати з десяти років, коли отримав своє перше піаніно від батьків. Як і всі підлітки, Матос збирався разом з друзями і слухав улюблені гурти. Пізніше вони почали вчитися грати також, і Матос зібрав свій перший гурт Viper. Гурт вперше зіграв 8 квітня 1985 року, коли йому було 13 років. В цьому ж році вони записали свій перший демо «The Killera Sword».
За короткий час Viper став феноменом на бразильській хеві-метал сцені. Вони вважалися другим гуртом, який поєднав класичну музику і хеві-метал. Хоча Матос і продовжував співати, він не мав ніяких намірів залишатися вокалістом, це була роль, яку він прийняв на себе тільки тому, що його вокал був найбіднішим з них усіх, і також тому, що нагадував вокал соліста Iron Maiden Брюса Діккінсона. Його інструментами завжди були піаніно і клавішні. Матос залишив Viper тоді, коли гурт почав змінювати музичний стиль. Він почав цікавитись класичною музикою, і відчув, що його музичні погляди почали розходитись з поглядами інших членів гурту, які хотіли сконцентруватися на важкій, примітивній музиці.
Після відходу з Viper Матос повернувся в школу і закінчив музичну освіту за спеціальністю диригент оркестру і композитор.
В 1991 році був сформований гурт Angra, і завдяки своєму першому альбому «Angels Cry», який вийшов в 1993 році, стала відомою в Європі і Японії. Пізніше були випущені «Holy Land» і «Firework». Стиль Angra розвинувся з натхненного мелодійного спід-метал гурту Helloween, в унікальній суміші з хеві-металом, класичною музикою і традиційними бразильськими мотивами. Це принесло їм світову прихильність у критиків.
Андре Матос узяв участь у світовому змаганні для заміни Брюса Діккінсона в Iron Maiden і був в трійці фіналістів разом з Джеймсом Лабрі і переможцем Блейзом Бейлі.
В 2001 році Матос покинув Angra разом з композитором ритм-секцій Луїсом Маріутті (бас) і Рікардо Конфессорі (ударні) через незгоду з гітаристами гурту Рафаелем Біттенкуртом і Кіко Лоурейро з приводу менеджменту гурту.
Андре залишився разом з Луїсом Маріутті, взявши в гітаристи його брата Хьюго Маріутті — разом вони створили гурт Shaman, змінивши, через юридичні обставини, назву на Shaaman перед виходом другого альбому.
Гурт отримав раптовий успіх завдяки пісні «Fairy Tale», яка прозвучала в бразильській мильній опері Поцілунок вампіра. Перший альбом, який називався «Ritual», був проданий тиражем понад 200 000 копій у всьому світі в перший рік після виходу. Логічним продовженням був тур з 150 концертами по всьому світу і вихід DVD під назвою «Ritualive» з записом концерту в Сан-Паулу перед аудиторією більше ніж 70 000 бразильців.
Другий альбом «Reason» був також успішним і його кульмінацією став концерт перед 10 000 глядачів в Ріо-де-Жанейро. Але після цього Конфессорі, власник гурту і попередній барабанщик Angra, звільнив Матоса і братів Маріутті з гурту.

### Сольна кар'єра Андре Матоса
Після звільнення з Shaaman разом з братами Маріутті він випустив свій перший сольний альбом «Time To Be Free» під брендом Andre Matos, в серпні 2007.

#### Time To Be Free
В цей час Андре Матос продовжує свою сольну кар'єру разом з братами Маріутті. Але він часто говорить, що називати це сольною кар'єрою велика помилка, тому що це не сольна кар'єра, а просто гурт з його іменем, і вони всі так вирішили, через всесвітню відомість його імені і часте покидання ним інших гуртів. їх перший альбом «Time To Be Free» був спродюсований Roy Z. Тематика і тексти альбому перекликаються з його відходом з Shaaman, через звільнення барабанщиком Конфессорі, це також прослідковується і в назві альбому. Це найбільш симфонічний альбом написаний Матосом. Альбом досягнув високих місць в бразильських і європейських чартах, дійшов до четвертого місця в Росії і другого в Японії. Альбом був успішний на думку як критиків, так і фанів. Time To Be Free більш персональний альбом, хоча гітарист Хьюго Маріутті писав майже кожну пісню разом з Матосом і Пітом Пассарелом, екс-партнером Матоса у Viper, котрий був гостем на цьому альбомі.
Незважаючи на успіх, який супроводжував альбом, і всупереч очікуванням, Матос вирішив не записувати кліп для всього світу, він тільки записав і випустив відео для японської аудиторії, яке містить кавер.
«Time To Be Free» супроводжувався туром з більш ніж 50 концертів у цілому світі. Матос був запрошений в тур разом з Scorpions і Edguy (одні з старих друзів, їх дружба розпочалась, коли Матос був в Angra і Edguy була запрошена для розігріву в турі в підтримку альбому «Firework»), який проходив в Європі, Бразилії і Японії на великих фестивалях Loud Park, Live and Louder, на і вперше в Фінляндію на фестиваль Finnish Metal Expo. Також Матос був запрошений хедлайнером на ProgPower В США, але через проблеми з паспортами концерт довелось скасувати, їх замінили іншим бразильським гуртом MindFlow. В кінці турне Матос об'єднався з гуртом Hangar (бразильський прогресуючий метал-гурт, до складу якого входить Аквілес Прістер, колишній барабанщик Angra) в проекті Metal Christmas Project — ексклюзивний бразильський тур з концертами в Сан-Паулу, Ріо-де-Жанейро і деяких інших країнах. Після цього Матос повернувся до студії для запису нового альбому.

#### Mentalize
Альбом Mentalize вийшов спочатку в Бразилії і Японії наприкінці 2009 року. Тур в підтримку стартував у Бразилії концертами в Ріо-де-Жанейро, Ресіфі, Сан-Паулу, Форталеза і деяких інших містах. В Європі альбом вийшов на початку 2010 року. Для отримання заробітку Матос відграв на декількох літніх фестивалях.
Продюсером альбому був Корчіоллі, зведенням займався Саша Пет.

### Avantasia
В 2001 році, Матос був одним з багатьох гостей в метал-опері Тобіаса Саммета Avantasia. Він грає роль «Ельфа Елдерейна». Матос також виступав з Avantasia під час туру 2008 року, виконуючи свої партії і більшість партій Міхаеля Кіске. В 2010 році, він брав участь у альбомі The Wicked Symphony, де заспівав у композиції «Blizzard on a Broken Mirror». Тоббіас Саммет вирішив не запрошувати Матоса на світовий тур 2010 року через присутність багатьох музикантів, і в тому числі колишніх учасників Helloween Міхаеля Кіске і Кея Хансена.
Матос присутній на живому альбомі/DVD The Flying Opera.

### Symfonia
В листопаді 2010 року, Андре приєднався до Symfonia, павер-метал супергурту, який складався з Тімо Толккі, Улі Куша і Міко Хяркіна. Перший виступ пройшов на Finnish Metal Expo в 2011 році, і тоді ж вийшов перший і єдиний альбом In Paradisum. Через те що плани з випуску другого альбому і гастролі зірвалися, Тімо Толккі (гітарист. екс-Stratovarius) заявив, що він хоче завершити музичну кар'єру і гурт Symfonia припиняє своє існування.

### Тур возз'єднання з Viper
20 квітня 2012 року було повідомлено, що Матос повернувся до свого першого гурту, Viper, щоб провести тур зі святкування 25-річчя дебютного альбому «Soldier Of Sunrise». Гурт відіграв їхні два перші альбоми Soldier Of Sunrise і Theatre Of Fate вживу повністю.

## Учасники гурту Andre Matos
- Андре Матос — вокал і клавішні/піаніно
- Андре Ернандес — гітара
- Хьюго Маріутті — гітара
- Бруно Ладіслау — бас-гітара
- Родріго Сілвейра — ударні

### Колишні учасники
- Рафаель Роса — ударні
- Елой Касагранде — ударні
- Рафаель Роса — ударні
- Луїс Маріутті — бас-гітара
- Фабіо Рібейро — клавішні

## Дискографія

### Viper

#### Студійні альбоми
- Soldiers Of Sunrise — 1987
- Theatre Of Fate — 1989

#### Інші
- The Killera Sword (Demo) — 1985
- 1989 (Demo) — 1989
- 20 Years Living For The Night (Documentary) — 2005

### Angra

#### Студійні альбоми
- Angels Cry — 1993
- Holy Land — 1996
- Fireworks — 1998

#### Інші
- Reaching Horizons (Demo) — 1992
- Evil Warning (Single) — 1994
- Eyes of Christ (EP) — 1996
- Freedom Call (EP) — 1996
- Make Believe (Single) — 1996
- Holy Live (Live) — 1997
- Rainy Nights (Single) — 1997
- Lisbon (Single) — 1998

### Virgo

#### Студійні альбоми
- Virgo — 2001

### Shaaman

#### Студійні альбоми
- Ritual — 2002
- Reason — 2005

#### Інші
- Shaman (Demo) — 2001
- Fairy Tale (Single) — 2002
- For Tomorrow (Single) — 2003
- RituAlive (Live) — 2003
- Innocence (Single) — 2005
- More (Single) — 2005

### Сольна кар'єра

#### Студійні альбоми
- Time To Be Free — 2007
- Mentalize — 2009
- The Turn of the Lights — 2012

### Symfonia

#### Студійні альбоми
- In Paradisum — 2011

### Інші проєкти
- Nepal Manifiesto — 1996
- Looking-Glass-Self Equinox — 1998
- Superior Younique — 1998
- Time Machine Secret Oceans Part II — 1998
- Sagrado Coração da Terra: Ao Oeste do Sol, Oeste da Lua — 2000
- Rodrigo Alves: Suddenly — 2000
- Hamlet: William Shakespeare's Hamlet — 2001
- Holy Sagga: Planetude — 2001
- Karma: Into the Eyes — 2001
- Henceforth: I.Q.U. — 2001
- Avantasia: (The Metal Opera) Parts I & II — 2001 / 2002
- Avalanch: Los Poetas Han Muerto — 2002
- Luca Turilli: Prophet of the Last Eclipse — 2002
- Dr. Sin: Ten Years Live — 2003
- AINA: Days of Rising Doom — 2004
- Thalion: Another Sun — 2004
- Viper: All My Life — 2007
- Clairvoyants: Word to the Wise — 2008
- HDK: System Overload — 2009
- Corciolli — Lightwalk — 2009
- Avantasia — The Wicked Symphony/Angel of Babylon — 2010
- Avantasia — The Flying Opera (Live Album) — 2011
- My Alley — Hope — 2011
- Empürios — Cyclings — 2013